# عملية لاميد هيه

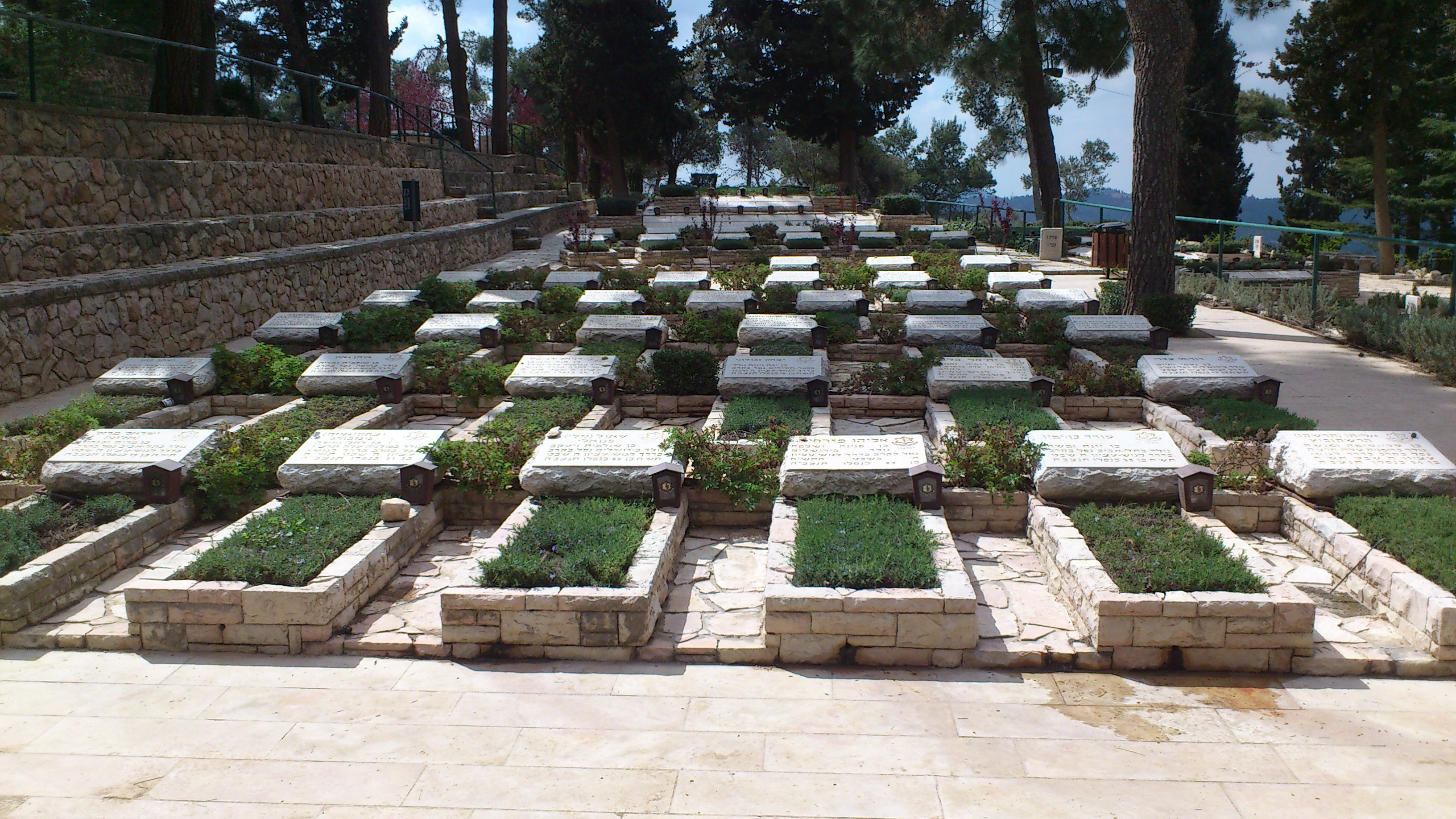

عملية لاميد هيه (بالإنجليزية: Lamed He)‏ هو الرمز السري لعملية عسكرية للتطهير العرقي تم تنفيذها من قبل القوات اليهودية على أرض فلسطين. الهدف الرئيسي من هذه العملية كان التحضير لعملية اختراق لمناطق الفلسطينيين. تم اقتراح تنفيذ هذه العملية في تاريخ 9 فبراير 1948 من قبل يجيل يادين. إلا أنه تم رفضها من قبل القيادة الصهيونية في فلسطين. بعد أيام قليلة قامت القيادة الصهيونية بالموافقة على خطط مشابهة لهذه الخطة واللواتي أخذن نفس الاسم. بدأت هذه العمليات في 13 فبراير 1948 وركزت على العديد من القرى الفلسطينية. كانت منظمات الهاجاناه والشتيرن والإرجون هم المنفذين الرئيسيين لهذه العملية.

## الأهداف
تم استهداف العديد من القرى الفلسطينية في هذه العملية، مثل:
- قيصرية: لم يكن في القرية أي شكل من أشكال الدفاع، تم إعطاء الأوامر باحتلال القرية وطرد سكانها وتدميرها. في 5 فبراير 1948،